# نبيل قريشي
نبيل آصف قريشي (بالإنجليزية: Nabeel Qureshi)‏ (الأردية: نبیل قریشی؛ 13 أبريل 1983 - 16 سبتمبر 2017) كان مسيحيًا أمريكيًا تحول من طائفة الأحمدية الإسلامية.

## خلفية
وُلد قريشي في سان دييغو بولاية كاليفورنيا لأبوين مسلمين باكستانيين هاجرا إلى الولايات المتحدة. كان والده في البحرية الأمريكية، انتقل عدة مرات عندما كان شابًا قبل أن يستقر في فرجينيا. في عام 2001 التحق بجامعة أولد دومينيون وشغل منصب رئيس جمعية الشرف ما قبل الطب. كما درس قريشي الدفاع عن الإسلام وشارك المسيحيين في المناقشات الدينية. بعد إحدى هذه المناقشات مع المسيحي ديفيد وود في جامعة أولد دومينيون، أصبح الاثنان صديقين وبدأا نقاشًا دام سنوات حول الادعاءات التاريخية للمسيحية و‌الإسلام.
قريشي كان متزوجا من ميشيل. ولدى الزوجين ابنة واحدة، آية وُلدت في أغسطس 2015.

## تشخيص السرطان والوفاة
في 30 أغسطس 2016، أعلن قريشي أنه في مراحل متقدمة من سرطان المعدة. انتقل قريشي إلى صفحته على فيسبوك لإبلاغ المعجبين والمتابعين بمرضه قائلاً إن التشخيص كان «قاتمًا للغاية».
وكتب قريشي «هذا إعلان لم أكن أتوقعه أبدًا، لكن الله بحكمته اللامتناهية وذات السيادة اختارني من أجل هذا التكرير، وأدعو أن يتمجد من خلال جسدي وروحي». «تلقيت أنا وعائلتي خبر إصابتي بسرطان المعدة، والتشخيص السريري قاتم للغاية. ومع ذلك، سوف نسعى إلى الشفاء بقوة، سواء الطبية أو المعجزة، أو الاعتماد على الله وحقيقة أنه قادر على القيام بما لا يقاس أكثر مما نطلبه أو نتخيله». توفي قريشي بسرطان المعدة في 16 سبتمبر 2017 عن عمر يناهز 34 عامًا.